# Víctor Rangel
Víctor Rangel Ayala (Mexikóváros, 1957. március 1. – ) mexikói válogatott labdarúgó. 

## Pályafutása

### Klubcsapatban
Mexikóvárosban született. Pályafutása során megfordult a Guadalajara, a León, az Atlético Potosino és az Ángeles de Puebla csapataiban.  

### A válogatottban
1977 és 1980 között 17 alkalommal szerepelt az mexikói válogatottban és 7 gólt szerzett. Tagja volt 1975-ben pánamerikai játékokat és az 1977-ben CONCACAF-bajnokságot nyert válogatott keretének, illetve részt vett az 1978-as világbajnokságon is, ahol a Lengyelország elleni csoportmérkőzésen gólt szerzett.

## Sikerei, díjai
Club Puebla
- Mexikói kupagyőztes (1): 1988

Mexikó
- pánamerikai játékok győztes (1): 1975
- CONCACAF-bajnok (1): 1977